# Pilotrochus besmerus
Pilotrochus besmerus is een mierensoort uit de onderfamilie van de Myrmicinae. De wetenschappelijke naam van de soort is voor het eerst geldig gepubliceerd in 1978 door Brown.